# TaShawn Thomas
TaShawn Marquez Thomas (Las Vegas, 27 febbraio 1993) è un cestista statunitense, di ruolo ala grande.

## Carriera
Thomas cresce a Killeen, Texas dove frequenta la Killeen High School, portandolo a due titoli del distretto consecutivi, venendo nominato MVP del District 8-4A con una stagione da 21 punti, 13 rimbalzi nel suo anno da senior. Reclutato dall'Università di Houston, con i Cougars è stato subito inserito nel 1º quintetto di freshman della Conference USA viaggiando a 10,7 punti e 8,2 rimbalzi di media. Da sophomore è entrato nel quintetto ideale e nel 1º quintetto difensivo della Conference USA segnando 16,9 punti e 9,8 rimbalzi, da junior ha viaggiato a 15,4 punti e 8,1 rimbalzi nella più competitiva American Athletic Conference, venendo selezionato nel 2º quintetto ideale. Il 27 febbraio del 2014, nel giorno del suo 21º compleanno, è diventato il 7º giocatore di sempre dei Cougars a tagliare il traguardo dei 1.300 punti e 800 rimbalzi, in un ristretto circolo che comprende Hakeem Olajuwon, Clyde Drexler e Elvin Hayes. Trasferitosi all'Università dell'Oklahoma per il suo ultimo anno collegiale, ha segnato 11,6 punti e 6,5 con 1,5 stoppate e il 51,9% dal campo, miglior percentuale della Big 12, che lo ha inserito nel 3º quintetto ideale e lo ha eletto “Newcomer of ther Year”, ed ha portato i Sooners fino alle Sweet Sixteen del torneo NCAA.
Non scelto al Draft NBA 2015, nell'estate 2015 ha partecipato alla NBA Summer League con gli Orlando Magic. Il 29 luglio 2015 Thomas firma per il Mittledeutscher BC, iniziando così la sua carriera professionistica in Germania. La stagione successiva firma in Italia per la Vanoli Cremona.

## Palmarès

### Squadra
- Coppa di Israele: 3

Hapoel Holon: 2017-18
Hapoel Gerusalemme: 2018-19, 2019-20
- Coppa di Lega israeliana: 1

Hapoel Gerusalemme: 2019
- Leaders Cup: 1

Le Mans: 2025

### Individuale
- MVP Coppa di Israele: 1

Hapoel Gerusalemme: 2018-19
- Ligat ha'Al migliore difensore: 1

Hapoel Gerusalemme: 2018-19
- Basketball Champions League Star Lineup: 1

Hapoel Gerusalemme: 2019-20